# Schriftsatzfrist
Die Schriftsatzfrist ist in Gerichtsverfahren jede den Prozessparteien von dem jeweils erkennenden Richter gesetze Frist, innerhalb derer sie sich schriftsätzlich dem Gericht gegenüber erklären sollen.

## Deutschland
Die Schriftsatzfristen, die überwiegend eine Beschleunigung des Verfahrens bewirken sollen, finden ihre Rechtsgrundlagen unter anderem in folgenden Vorschriften der Zivilprozessordnung (Deutschland):  § 132, § 282 und § 283 ZPO.
Werden gerichtlich angeordnete Schriftsatzfristen versäumt, werden also innerhalb einer bestimmten Zeitspanne, etwa Verteidigungsmittel, Behauptungen, Einwendungen usw. nicht oder nicht vollständig (schriftsätzlich) vorgetragen, geht die säumige Partei das Risiko ein, dass ihre später eingereichten schriftlichen Angaben oder mündlichen Erklärungen nicht mehr bei der Entscheidung berücksichtigt werden (§ 296 ZPO).
Allein durch Fristversäumnis kann ein Zivilprozess verloren werden.
Geht die Säumnis auf ein Verschulden des Rechtsanwalts zurück, kann dieser in Regress genommen werden.
Unter anderem sind folgende Schriftsatzfristen im deutschen Zivilprozessrecht von Bedeutung:
- Frist zur Erwiderung auf einen Klagevortrag gem. § 275, § 276 ZPO, z. B. ist innerhalb einer Notfrist von zwei Wochen (§ 276 Abs. 1 Satz 1 ZPO) anzuzeigen, ob sich der Beklagte gegen die Klage verteidigen will (Verteidigungsanzeige)
- Frist zur Ergänzung des Parteivortrags, § 273 ZPO
- Frist zur Abgabe einer Replik, § 277 Abs. 4 ZPO
- Frist zur Begründung eines Einspruchs gegen ein Versäumnisurteil, § 340 ZPO
- Frist zur Nachbringung einer Erklärung (Schriftsatznachlass), § 139 Abs. 5, § 283 ZPO